# Simulium vulcanoae
Simulium vulcanoae är en tvåvingeart som beskrevs av Diaz Najera 1969. Simulium vulcanoae ingår i släktet Simulium och familjen knott. Inga underarter finns listade i Catalogue of Life.